# Bunker (politique)
 (décembre 2022).
Si vous disposez d'ouvrages ou d'articles de référence ou si vous connaissez des sites web de qualité traitant du thème abordé ici, merci de compléter l'article en donnant les références utiles à sa vérifiabilité et en les liant à la section « Notes et références ».
Pour les articles homonymes, voir Bunker.
Le Bunker (en espagnol Búnker) est le groupe formé par les franquistes farouchement opposé aux réformes politiques (es) des gouvernements d’Adolfo Suárez durant la transition démocratique espagnole. À l’époque il s’agit d’une désignation informelle et péjorative. Les membres du Bunker sont aussi appelés immobilistes (inmovilistas) ou ultras du franquisme, par opposition aux secteurs réformistes (aussi dits aperturistas, littéralement « ouverturistes ») menés par Suárez. Le Bunker se caractérise par son absence de leadership et son manque de structure politique. Le principal organe de presse du Bunker est le journal El Alcázar. Très actif durant les années 1970, le Bunker subit une perte d'audience après le coup d'État de 1981.
Au Pays valencien, la version locale, qui au début de la transition contrôle l'ayuntamiento et la députation de Valence et est très influente dans le milieu des fallas, est surnommée « búnker barraqueta » par les forces démocratiques et constitue le germe du mouvement blavériste qui sera à l’origine d’un vif conflit identitaire au cours de cette période,.